# Touch Me (I Want Your Body)
Singles de Samantha Fox
Do Ya Do Ya (Wanna Please Me)
(1986)
Clip vidéo
[vidéo] « Touch Me (I Want Your Body) », sur YouTube
Touch Me (I Want Your Body) est le premier single de la mannequin et chanteuse britannique Samantha Fox.
La chanson sort en single (au Royaume-Uni) le 10 mars 1986. Plus tard, elle sera incluse dans le futur premier album à venir de Samantha Fox, sorti le 7 juillet de la même année et intitulé également Touch Me.
Au Royaume-Uni, le single débute à la 22e place du hit-parade britannique des singles dans la semaine du 16 au 22 mars 1986, grimpe à la 4e place dans la semaine du 23 au 29 mars 1986 et à la 3e place pour la semaine du 30 mars au 5 avril.
La chanson a aussi atteint la 1re place en Suisse, en Suède et en Norvège, la 2e place en Autriche, la 4e place en Allemagne et en France, la 5e place en Nouvelle-Zélande, la 8e place en Flandre (Belgique néerlandophone) et la 12e place aux Pays-Bas.

## Version de Günther featuring Samantha Fox
Clip vidéo
[vidéo] « Touch Me », sur YouTube
En 2004 la chanson a été reprise par le chanteur et musicien suédois Günther (avec Samantha Fox en featuring). Publiée en single, la chanson a débuté à la 1re place en Suède.

## Version de Santiago Cortes
Clip vidéo
[vidéo] « Touch Me », sur YouTube
En 2007 la chanson a été remixé par le DJ Santiago Cortes. Publiée en single, cette version entièrement rechantée par Samantha Fox est proposée en titre bonus dans la version australienne de l'album Angel With An Attitude en 2007. De nombreux remixes ont accompagné ce single notamment par John Dahlbaeck, Paul Hamilton...

## Version 2016
Clip vidéo
[vidéo] « Touch Me », sur YouTube
À la suite de l'interprétation de son titre phare Touch Me dans l'émission Big Brother Celebrity en Angleterre, et devant l'engouement du public pour cette chanson (un public jeune et qui ne connaissait pas forcément ce titre datant de 1986), Samantha Fox décide de réenregistrer ce titre dans une nouvelle version plus actuelle. Un CD single incluant une version plus longue ainsi qu'un black vinyl et un picture disc incluant un remix inédit sortent peu de temps après l'émission.